# انتفاضة مارس 1955 (غزة)
انتفاضة مارس 1955م (او هبة مارس او هبة اذار 1955م)، هي سلسلة مظاهرات واحتجاجات بدأت في تاريخ 1 مارس/ اذار عام 1955م في قطاع غزة رفضًا لمشروع توطين اللاجئين الفلسطينيين في سيناء. بدأت الاحتجاجات بقيادة الحزب الشيوعي الفلسطيني وأمينه العام معين بسيسو.

## الخلفية

### مشروع التوطين
في بداية الخمسينيات بدأ التداول بمشروع توطين اللاجئين الفلسطينيين في صحراء سيناء بين الولايات المتحدة الأمريكية وبين الحكومة المصرية ووكالة الغوث (الأونوروا). وفي عام 1953م تم الاتفاق على ان تقدم الحكومة المصرية 250,000 فدان في منطقة شمال غرب سيناء إلى وكالة غوث التي ستقوم بتهيئة 50,000 فدان منها لمصلحة توطين اللاجئين الفلسطينيين فيها. ادعت وكالة الغوث والمجتمع الدولي بأن هذا المشروع يهدف لإعانة اللاجئين الفلسطينيين في قطاع غزة ولتخفيض الكثافة السكانية فيها، فيما رفض الفلسطينيون المشروع رفضًا قاطعًا اذ ادعوا بأنه يهدف إلى تصفية قضية اللاجئين وإماتة حق العودة إلى أراضيهم الأصلية التي هُجروا منها في حرب النكبة عام 1948م. كان قطاع غزة في تلك الفترة واقعًا تحت سيطرة الحاكم الإداري العام المصري منذ توقيع اتفاقية الهدنة بين الحكومة المصرية وإسرائيل في 24 شباط/ فبراير عام 1949م، وكان الحاكم الإداري العام المصري يتمتع بنفس الصلاحيات التي كانت للمندوب السامي البريطاني وقت الإنتداب.
بالتوازي مع المداولات حول مشروع التوطين قامت إسرائيل بالتضييق على قطاع غزة وبشن غارات على مخيمات اللاجئين فيه، كانت أبرزها غارة على مخيم البريج التي نفذتها القوات الإسرائيلية في 28 آب/ أغسطس عام 1953م راح ضحيتها 26 قتيلًا واعتُبرت مذبحة في حق المخيم. هدفت الغارة للضغط على اللاجئين من اجل قبول مشروع التوطين وللحد من الهجمات الفردية التي نفذها فلسطينيو القطاع في المستوطنات الإسرائيلية المحاذية لقطاع غزة.
علاوةً على ذلك، تسلم الفلسطينيون في مطلع عام 1955م تقريرا من خبراء وكالة الغوث يشير إلى إستحالة الحياة في تلك المنطقة نظرًا لقلة المياه فيها، رغم ذلك وافقت الوكالة على المشروع وسعت لتنفيذه. على إثر ذلك، وزع الحزب الشيوعي الفلسطيني منشورًا جماهيريًا يكشف تفاصيل المؤامرة لتوطين اللاجئين الفلسطينيين في سيناء، ويدعو لرفض المشروع والاستعداد للتصدي له. ساهم حراك الحزب الشيوعي الفلسطيني بتشكيل قاعدة جماهيرية قوية رافضة للمشروع كانت ركيزة انتفاضة مارس 1955م.

### الغارة الإسرائيلية على غزة (مذبحة 1955)
كانت الغارة الإسرائيلية التي نُفذت في يوم 28 شباط/ فبراير عام 1955م الشرارة التي فجرت انتفاضة مارس حيث اجتازت القوات الإسرائيلية خط الهدنة ونسفت محطة المياه وزرعت الألغام وهاجمت مواقع الجيش المصري مما أسفر عن وقوع 39 شهيدا و33 جريحا.

## احداث الإنتفاضة وسيرها
في صباح اليوم التالي للمجزرة، انطلقت تظاهرة حاشدة من مدرسة فلسطين الرسمية بمشاركة الطلاب والمعلمين وسائقي السيارات وأصحاب الدكاكين وفئات أُخْرى من مدينة غزة. واجهت قوات الشرطة المصرية المتظاهرين بالرصاص الحي بأمر من الحاكم الإداري العام المصري اللواء عبد الله رفعت. إمتدت التظاهرات إلى كل مدن وقرى قطاع غزة ومخيماته الثمانية من بيت حانون شمالًا وحتى رفح جنوبًا، أحرق المتظاهرون خلالها سيارات المسؤولين العسكريين المصريين وهاجموا مقرات الأمم المتحدة ومخازن وكالة الأونوروا.
كانت ابرز مطالب المتظاهرين هي إسقاط مشروع التوطين وتكوين حرس قومي فلسطيني مسلح يحمي المخيمات من الإعتداءات الإسرائيلية المتكررة إضافةً إلى المطالبة بإشاعة الحريات العامة وحرية النشاط السياسي، اذ كرر المتظاهرون هتافات "لا توطين ولا إسكان يا عملاء الأمريكان" و"كتبوا مشروع سيناء بالحبر وسنمحو مشروع سيناء بالدم".
حافظت المظاهرات على زخمها وأُقيمت "اللجنة الوطنية العليا" لتأطير التظاهرات وتنظيمها إلى جانب تشكيل لجان لحراسة المظاهرات الأمر الذي اجبر الحاكم الإداري المصري على التفاوض مع المتظاهرين والحد من العنف تجاههم.

## نتائج الإنتفاضة

### تحوّل الموقف المصري
من الجدير بالذكر أن المفاوضات من اجل مشروع التوطين بدأت قبل ثورة يوليو في مصر. لاحقًا استمرت التفاوضات مع الحاكم الإداري العام المصري الذي كان مسؤولًا عن كل ما يجري في قطاع غزة. بعد ثورة يوليو كانت الحكومة المصرية بقيادة جمال عبد الناصر مشغولةً بالشأن الداخلي المصري أكثر من الشؤون الخارجية لكن بعد الغارة الإسرائيلية عام 1955م حدث تحول كبير في الموقف المصري عامةً اذ أولت الحكومة المصرية اهتمامًا أكبر بما يحدث في قطاع غزة وأعلن الرئيس المصري جمال عبد الناصر في خطابه امام طلبة الكلية الحربية المصرية أن الغارة الإسرائيلية سوف تكون نقطة تحول في تاريخ مصر والمنطقة وتمثل ذاك التحول بحدثين أساسيين، أولًا: قرر جمال عبد الناصر بدء العمل الفدائي العسكري في مخيمات الفلسطينيين في غزة حيث شرع بتسليح الفلسطينيين وتدريبهم بإشراف قائد المخابرات الحربية المصرية المقدم مصطفى حافظ الذي شكل الكتيبة (141) المتكونة من وحدات فدائية فلسطينية ألحقت بقوات الجيش الإسرائيلي خسارات فادحة، واستمرت تلك العمليات حتى اغتالت المخابرات الإسرائيلية المقدم مصطفى حافظ الذي اُعتبر الأب الروحي للفدائيين في تلك الفترة وأحد أهم القيادات العسكرية العربية التي واجهت الجيش الإسرائيلي وألحقت به الخسائر. ثانيًا: شكلت الغارة الإسرائيلية عام 1955م الدافع الكبير لتصلب الموقف المُعادي لإسرائيل وللأحلاف الاستعمارية من قِبَل الحكومة المصرية فعقدت صفقة الأسلحة الشهيرة مع تشيكوسلوفاكيا التي شكّلت صفعةً للولايات المتحدة الأمريكية والغرب عمومًا لأنها كسرت احتكار الدول الغربية بتسليح دول المنطقة خاصةً ودول "العالم الثالث" عمومًا في ظل الحرب الباردة بين الولايات المتحدة والغرب من جهة وبين الاتحاد السوفييتي والكتلة الشرقية من جهة أُخْرى.

### سقوط مشروع التوطين
خلال السنوات التالية جُمد مشروع التوطين وتوقفت التحركات من اجل تحقيقه حتى الغاؤه تمامًا عام 1967م.